# Call of Duty: World at War
Call of Duty: World at War ist ein von Treyarch entwickelter Ego-Shooter, der am 13. November 2008 von Activision veröffentlicht wurde. Das Spiel stellt den fünften Teil der Call-of-Duty-Reihe dar und erschien für Windows, Mac OS X, Xbox 360, PlayStation 3, PlayStation 2, Nintendo DS und Wii.
Call of Duty: World at War markiert den Beginn der Call of Duty: Black Ops Reihe, da Charaktere aus dem Spiel in die Fortsetzung Call of Duty: Black Ops übernommen wurden.

## Handlung
In insgesamt 15 Einzelspieler-Missionen wechselt man zwischen Pazifikraum und dem europäischen Kriegsschauplatz.
- Pazifik:

Als der US-amerikanische Marineinfanterist Private Miller wird man von seinen Kameraden aus einem japanischen Kriegsgefangenenlager auf Makin befreit, kämpft sich zusammen mit diesen über die Insel vor und entkommt schließlich mit Schnellbooten. Anschließend geht man während einer großangelegten amphibischen Landungsoperation bei White Beach auf Peleliu an Land, erobert den Flughafen der Insel und verteidigt ihn gegen einen japanischen Gegenangriff. Danach säubert man mehrere Grabensysteme, Bunker, Mörser- und Artilleriestellungen der Insel, ehe man als Besatzungsmitglied eines PBY-Catalina-Flugbootes im Südchinesischen Meer japanische Frachtschiffe versenkt und eine US-Flotte gegen Patrouillenboote und Kamikazeflieger verteidigt. Zuletzt kämpft man bei Wana Ridge auf Okinawa und erobert die Festung Shuri.
- Europa:

Als sowjetischer Soldat Petrenko kämpft man zuerst als Scharfschütze in Stalingrad, wobei man den Hauptauftrag erhält, den deutschen General Heinrich Amsel zu töten. Anschließend beteiligt man sich als Infanterist bei der Schlacht um die Seelower Höhen und steuert dort im späteren Verlauf einen T-34-Panzer. Schließlich dringt man wieder als Infanterist in Berlin ein, kämpft sich durch die Straßen, Häuser und U-Bahn-Schächte, ehe man das Reichstagsgebäude stürmt und am Dach die sowjetische Flagge hisst.

## Koop-Modus
Der Koop-Modus ist eine Neuheit in der Spielewelt von Call of Duty. In diesem Modus kann man im LAN oder über Internet mit bis zu drei anderen Spielern die Kampagne spielen. In diesem Koop-Modus können „Death Cards“ (die man in dem Einzelspieler-Spiel findet) benutzt werden.

## Zombie-Modus
In der Originalfassung des Spiels erwartet den Spieler nach einmaligem Beenden der Kampagne eine weitere Mission. In dieser spielt man in einem zum Teil zerstörten Haus, in dem man gegen sogenannte „Nazi-Zombies“ kämpfen muss. Die Mission ist nicht erfolgreich zu beenden, da die Anzahl der Runden unendlich ist. Die Zombies kommen von außen auf das Haus zugelaufen, reißen die sechs Bretter von jedem Fenster ab und klettern hinein. Für das Töten der Zombies oder das Wiederaufbauen der Bretter-Barrieren erhält der Spieler Punkte, die er in Waffen oder den Zugang zu neuen Teilen des Gebäudes investieren kann. Der Schwierigkeitsgrad der Level steigt mit zunehmender Stufe an, denn die Zombies werden zunehmend stärker und schneller. Im Koop-Modus der englischen Version ist diese Mission ebenfalls mit vier Spielern spielbar. Die Patches 1.1–1.7 der unzensierten Fassung machen es möglich, drei weitere Zombielevel zu spielen.

### Custom Maps
Für die PC-Version von World at War können User eigene Mods mit dem offiziellen Programm Radiant erstellen.

## Vermarktung
Am 9. September 2008 kündigte Activision eine Beta-Version des Spieles für die Spielekonsole Xbox 360 von Microsoft an, welche als Mehrspieler-Version erscheinen sollte.
Weiter wurde am 28. September 2008 eine Beta-Version des Mehrspieler-Parts für Microsoft Windows veröffentlicht.
Die Teilnahme an den jeweiligen Vorab-Versionen erforderte eine Registrierung auf der Internet-Seite des Spieles.
Mit dem Start der Verkaufsversion des Spiels endete die Beta-Phase am 10. November 2008 in den USA respektive am 11. November 2008 in Australien sowie am 13. November 2008 in Europa. Eine Teilnahme deutscher Spieler wurde aus rechtlichen Gründen ausgeschlossen. Bis November 2013 wurde das Spiel ca. 15,7 Millionen Mal weltweit verkauft.
Die europäische Version wurde aufgrund der Gewaltdarstellungen auf Liste B indiziert.